# Caçador profissional

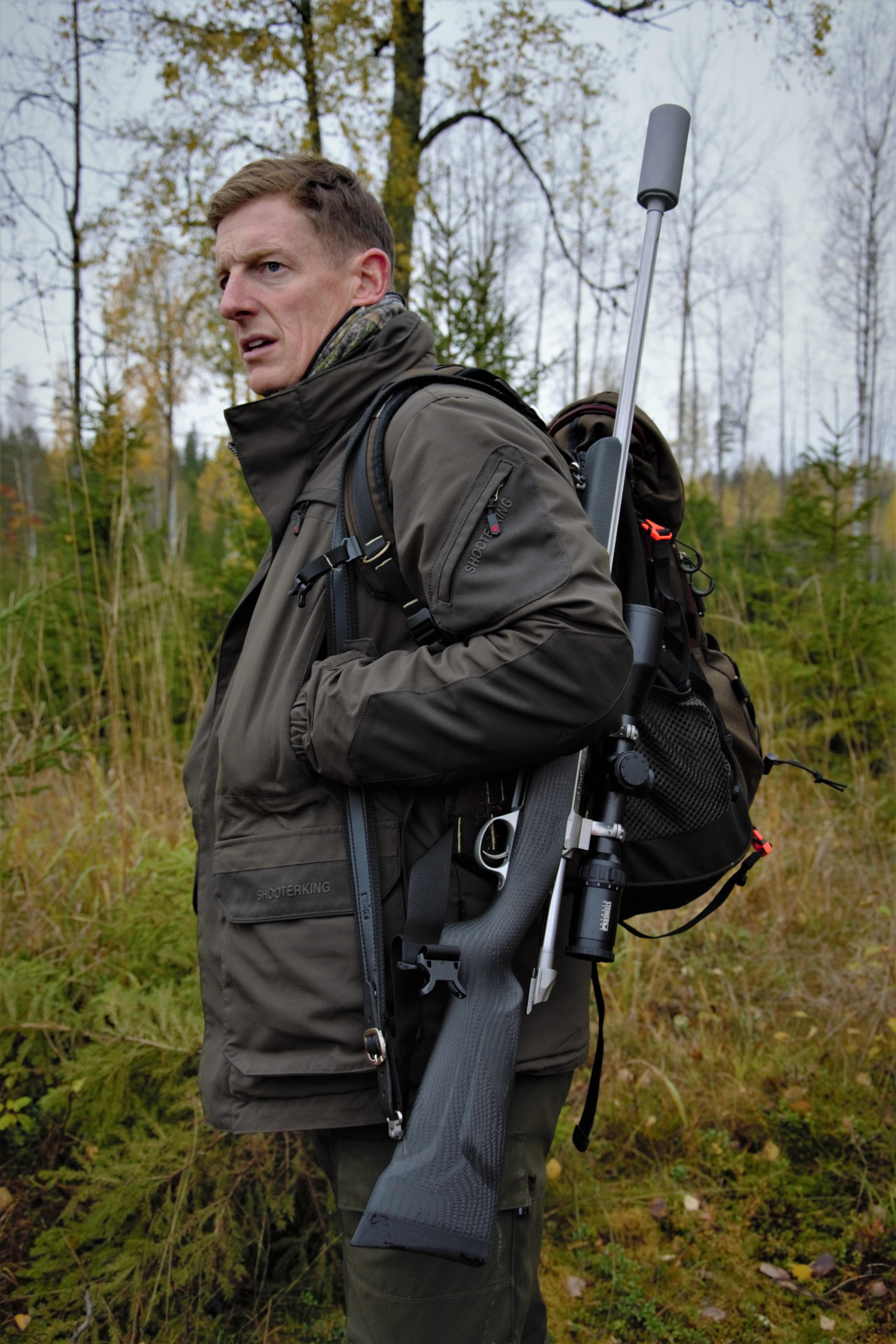
O caçador profissional
britânico Paul Childerley.

Um caçador profissional, eventualmente chamado de caçador de mercado ou caçador comercial e regionalmente, especialmente na Grã-Bretanha e Irlanda, como professional stalker ("perseguidor profissional") ou gamekeeper ("guarda-caça"), é uma pessoa que caça e/ou administra a atividade de caça por profissão. 
Alguns caçadores profissionais trabalham no setor privado ou para agências governamentais e manejam espécies que são consideradas superabundantes, outros são autônomos e ganham a vida vendendo peles e carne, enquanto outros ainda estão orientando clientes em expedições envolvendo caça maior.

## Países

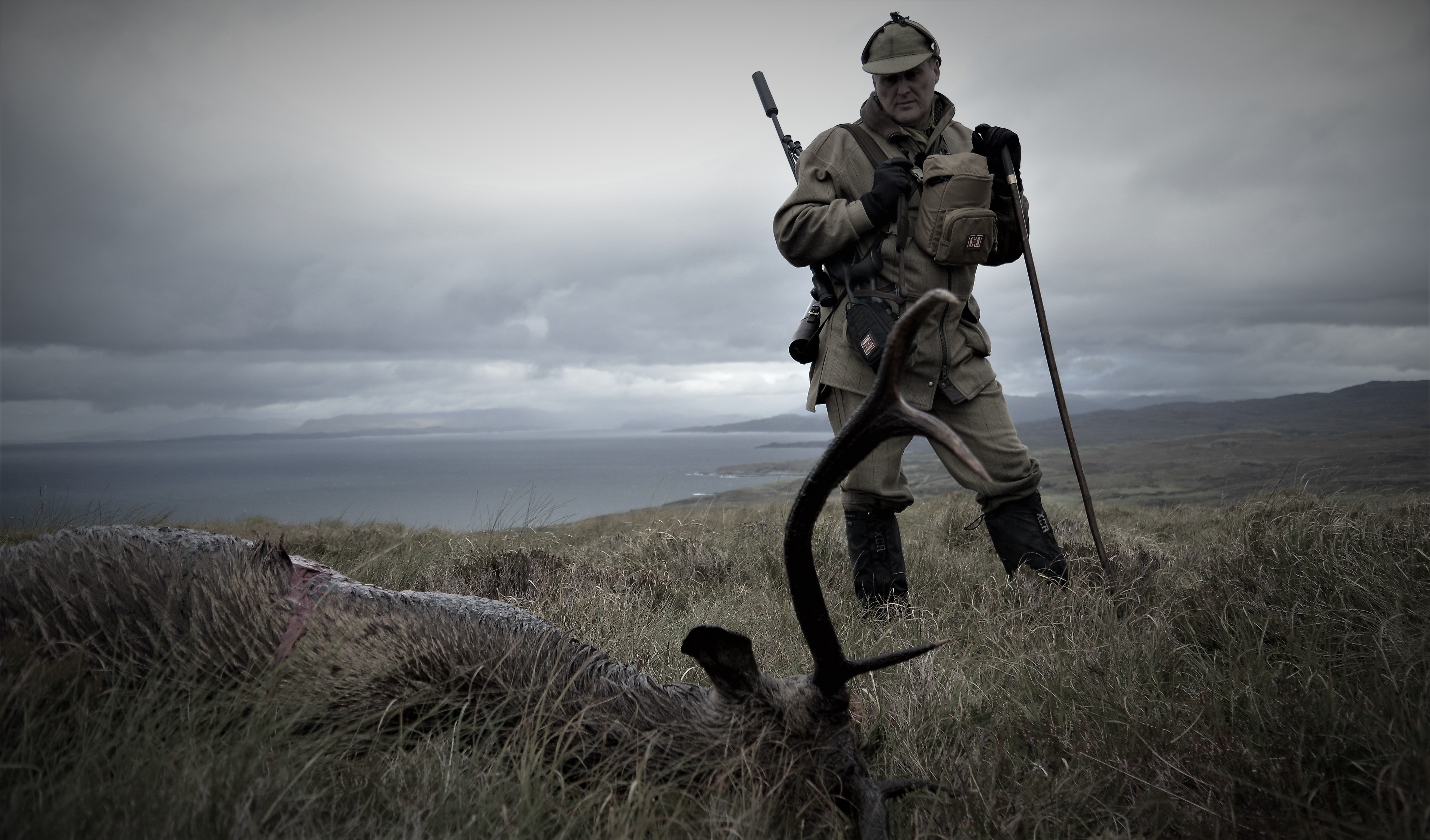
Niall Rowantree, caçador profissional da West Highland Hunting, ao lado de um cervo-vermelho abatido por um caçador convidado em Ardnamurchan, Escócia, durante a estação de 2017.

Esses são os países nos quais a atividade de caçador profissional é reconhecida:
- Austrália[5][6][7][8][9]
- Alemanha[10][11][12]
- África Austral e Oriental[13][14][15][16][17]
- Reino Unido[18][19][20][21]
- Estados Unidos
  - Atividade não regulamentada no século XIX e início do século XX[22][23]
  - Agências federais e estaduais[24][25][26]